# Ганс Гельмут Вольф

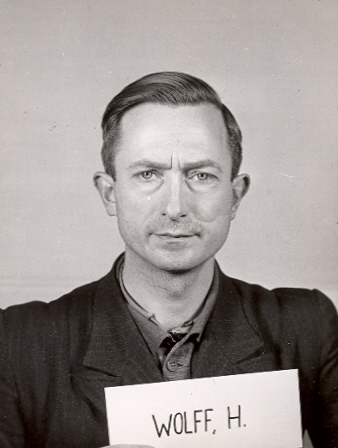
Ганс Гельмут Вольф після закінчення війни під час інтернування

Ганс Гельмут Вольф (2 лютого 1910 р., Віль — 1 серпня 1969, Дюссельдорф) — німецький юрист, державний службовець і офіцер СС, оберштурмбанфюрер СС (1945). Під час 2-ї світової війни відповідав за переслідування членів ОУН.

## Біографія

### Молодість та освіта
Після середньої школи в Гуммерсбаху, яку він закінчив у 1929 році, Вольф вивчав право в університетах Марбурга, Мюнхена та Кельна. У жовтні 1930 року склав перший державний іспит з права. Потім закінчив юридичну підготовчу службу в Кобленці, яку він завершив у січні 1937 року, склавши головний юридичний державний іспит.
Найпізніше з початку 1930-х років Вольф підтримав нацистський рух, у березні 1932 року він став членом СА. Вступ до НСДАП відбувся 1 травня 1932 (№ картки 1 111 862).

### Кар'єра в гестапо
На початку березня 1937 року Вольф став асесором гестапо в Берліні та перейшов із СА до СС (членський білет СС № 290186). У гестапо він спочатку був заступником начальника відділу 2 B 3, який відповідав за розгляд особових справ (паспорт і підтвердження в'їзду) німців за кордоном, особливо емігрантів.
На початку березня 1938 року Вольфа перевели до Галле (Заале) на посаду заступника начальника тамтешнього відділку державної поліції. Наприкінці серпня 1939 р. прибув працювати на аналогічну посаду до Франкфурта (на Одері). Наприкінці січня 1940 року Вольф, тепер зі званням урядового радника, був тимчасовим керівником данцизького гестапо. Звідти він був призначений командиром поліції безпеки та СД (BdS) у Гаазі до вересня 1941 року як голова Департаменту IV (Гестапо). Потім його перевели назад до Берліна, де він відповідав за питання контррозвідки, зосереджуючись на Заході, до початку 1943 року в RSHA.
У січні 1943 року він очолив відділ IV D 3 у Головному управлінні безпеки Рейху (RSHA), який відповідав за «центральний державний політичний нагляд за іноземцями в Рейху» та «нагляд за іноземними національними довірчими службами». На цій посаді, яку він обіймав до весни 1945 року, він головним чином відповідав за спостереження східноєвропейців (поляків, росіян, українців), які прибули до Німеччини перед Другою світовою війною. У червні 1944 року він був призначений начальником відділу Oberregierungsrat.
Під час праці на цій посаді Вольф особисто відповідав за переслідування членів ОУН як власне в Німеччині, де йому вдалося розгромити підпільну мережу ОУН, так і на окупованих територіях. Його помічником був Вільгельм Вірзінґ, який особисто катував багатьох членів ОУН.
У березні 1945 року, після короткочасної праці на посаді очільника поліції безпеки та СД (KdS) Дрездена, Вольфа було призначено головою Управління державної поліції у Веймарі та командувачем поліції безпеки в Тюрінгії. Окрім спалення викривальних файлів, у березні та квітні 1945 року Вольф був відповідальним за численні розстріли в зоні своєї відповідальності: він наказав стратити різних офіцерів вермахту та поліції, а також членів місцевого населення або передав за такі провини, як дезертирство, пораженство, відсутність наполегливості, підрив військової сили або боягузтво. У деяких випадках навіть сам брав участь у каральних актах. Наприклад, він передав наказ вищого начальника СС і поліції регіону розстріляти вчителя в Гері, який прибрав у своєму класі фотографію Гітлера та замінив її на зображення собаки на тій підставі, що незабаром вже прийдуть американці, і її все одно доведеться прибрати. В американському звіті перелічено одинадцять осіб, убитих таким чином за наказом Вольфа, а також двох в'язнів концтабору, які втекли після «евакуації» і були розстріляні особисто Вольфом і його соратником Кречмером.
На початку квітня 1945 року він також наказав ліквідувати численних в'язнів у в'язницях районного суду та гестапо у Веймарі. У результаті цього наказу 5 квітня були розстріляні загалом 149 в'язнів у Вебіхті, серед них сім жінок. Жертви були поховані у воронках від бомб і не ексгумовані до липня 1945 року, кремовані та поховані в серпні 1946 року на головному кладовищі у Веймарі.

### післявоєнний період
Наприкінці війни Вольф був інтернований армією США. Незабаром його заслухали як свідка на Нюрнберзькому процесі. Після того, як йому вдалося втекти з табору інтернованих Дахау в жовтні 1947 року, він переховувався в Дюссельдорфі під псевдонімом Кунке. Там він заробляв на життя кілька років у різних сферах діяльності в британській армії. Після роботи кореспондентом іноземних мов з 1950 року Вольф став керуючим директором товариства з обмеженою відповідальністю на початку 1954 року, а в 1956 році став його генеральним партнером.

## Веб-посилання
- Institut für Zeitgeschichte: Vernehmungsprotokolle des Hans Helmut Wolff (ZS 1586) aus den Jahren 1945 bis 1947 im Archiv des Instituts für Zeitgeschichte (PDF; 3,5 MB)